# Carlos Ernesto Soria
Carlos Ernesto Soria (General Daniel Cerri, partido de Bahía Blanca, 1 de marzo de 1949 - Paso Córdoba, 1 de enero de 2012) fue un abogado y político argentino, perteneciente al Partido Justicialista.
Fue Ministro de Justicia y Seguridad de la provincia de Buenos Aires, nombrado por Eduardo Duhalde en octubre de 1999 y en diciembre de 1999 se convirtió en diputado nacional.
Se desempeñaba como titular de la SIDEEl año en que asumió la intendencia se postuló por primera vez a la Gobernación, pero perdió ante Miguel Saiz. En 2011 fue elegido gobernador para el período 2011–2015, asumiendo dicha función el 10 de diciembre.
Fue intendente de General Roca en la provincia de Río Negro entre 2003 y 2011. El año en que asumió la intendencia se postuló por primera vez a la gobernación, pero perdió ante Miguel Saiz. 
En 2011 fue elegido gobernador para el período 2011–2015, y asumió dicha función el 10 de diciembre. Fungió como gobernador de la provincia de Río Negro en representación del kirchnerismo,  desde el 10 de diciembre de 2011, cuando se presentó a elecciones como candidato del Frente para la Victoria. Duró apenas tres semanas en su cargo hasta su asesinato el 1 de enero de 2012 de un disparo por parte de su esposa, Susana Freydoz, con quien estaba desde la adolescencia, cuando estaban en su casa en la ciudad de General Roca. A pesar de su corto período de tiempo en el cargo, su elección fue sumamente significativa, pues encabezó el primer gobierno no radical desde la recuperación de la democracia en 1983.

## Biografía
Soria nació en la ciudad de Bahía Blanca en 1949 y creció en General Daniel Cerri, pequeña localidad cercana a su ciudad natal. Era hijo de Ernesto Soria, activo militante del Peronismo bonaerense apresado tras el golpe militar del año 1955. Ya en libertad, hacia abril del 1962, se trasladaron a General Roca, donde su familia abrió un almacén de barrio.LMCipolletti.com
LMCipolletti.com | LMN
La carrera de Carlos Soria
Fue titular de la SIDE, diputado nacional, intendente de General Roca desde General Roca en desde 2003 y gobernador electo desde diciembre del 2011.
Cipolletti.- Carlos Ernesto Soria (Bahía Blanca, 1949- enero 2012) era un abogado y político argentino. Fue titular de la SIDE, diputado nacional, intendente de General Roca desde General Roca en desde 2003 y gobernador electo desde diciembre del 2011. Carlos Ernesto Soria (Bahía Blanca, 1949) era un abogado y político argentino. Fue titular de la SIDE, diputado nacional, intendente de El mismo año que asumió la intendencia se postuló por primera vez a la gobernación de la provincia, pero perdió ante Miguel Saiz.
En 2011 es electo gobernador para el período 2011-2015, asumiendo esa función el 10 de diciembre de ese mismo año. Soria nació en la ciudad de Bahía Blanca en 1949, y creció en General Daniel Cerri, una pequeña localidad cercana a Bahía Blanca. Era hijo de Ernesto Soria un activo militante del Peronismo Bonaerense que fue detenido y puesto preso, tras el golpe militar del año 1955. Nada se supo de su padre durante meses, una vez liberado y por razones de persecución política llevaron a su familia a mudarse a la ciudad rionegrina de Bariloche.
Durante el régimen de Frondizi en marzo de 1959, su padre vuelve a ser detenido por sus ideas politicas y enviado a Bahía Blanca. 
En General Roca, Carlos Soria realizó sus estudios secundarios en el Colegio Domingo Savio. Luego, continuó estudios en la Universidad de Buenos Aires, donde se recibió de abogado en 1973.
Una vez graduado, retornó a General Roca, donde ejerció su profesión y ocupó varios cargos en el Partido Justicialista, elegido en elecciones internas. Fue miembro de la unidad básica de General Roca, congresal provincial, consejero provincial y también Nacional.

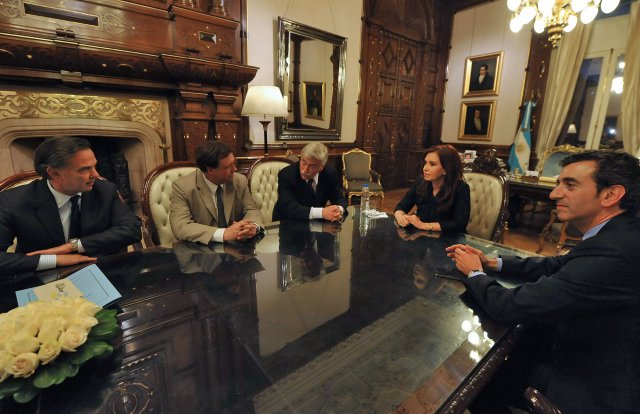
El Gobernador Electo Carlos Soria (tercero desde la izquierda) acompañando por el Vicegobernador Electo Alberto Weretilneck, junto con el senador Miguel Pichetto y el ministro del Interior Florencio Randazzo. Recibidos por la presidenta de la Nación Cristina Fernández de Kirchner.

## Carrera política
Soria fue ministro de Justicia y Seguridad de la provincia de Buenos Aires, nombrado por Eduardo Duhalde en octubre de 1999, cargo en el cual estuvo dos meses, para luego asumir como diputado nacional por esa provincia. Luego de la renuncia de Fernando De la Rúa a la presidencia en 2001, Duhalde fue designado presidente interino por la asamblea legislativa y Soria fue convocado como titular de la SIDE en los términos de la ley 25.520, cargo al que renunció en el mes de julio del año 2002.Desde ese cargo, tuvo la responsabilidad de conducir a las Fuerzas de Seguridad, llevando adelante un proceso de modernización a partir de la incorporación de nuevas tecnologías, equipamientos y capacitación de los cuadros profesionales. 
En 2003, fue candidato a gobernador de la provincia de Río Negro, enfrentado al oficialista Miguel Saiz. Se presentó a los como candidato a intendente de la ciudad de General Roca, ganándole dicha intendencia al candidato radical.
Ocupó el cargo de intendente de General Roca entre 2003 y 2011. Como tal, tomó la decisión en septiembre de 2010 de ceder en comodato el predio de la ex Cooperativa Valle Fértil, acompañado en pleno por el Concejo Deliberante de ese entonces, para la construcción del Edificio Académico “Valle Fértil”, ubicado en la ciudad de General Roca, de la Universidad Nacional de Río Negro.
Soria fue nuevamente candidato a gobernador de Río Negro en 2011, con el apoyo del gobierno de la entonces presidenta Cristina Fernández de Kirchner. Los sondeos pronosticaban un triunfo por parte de Soria, en una provincia donde la Unión Cívica Radical gobernaba desde 1983. Resultó elegido con una ventaja de 14 puntos sobre el radical César Barbeito y asumió la gobernación el 10 de diciembre de 2011.
Carlos Soria dijo que una de sus principales tareas sería incrementar los salarios de la planta jerárquica del gobierno provincial. Tal es así que, a cuatro días de su asunción, envió el proyecto de ley que equipararía los sueldos de los titulares de los tres poderes del Estado.
El 30 de diciembre de ese mismo año, aprobó el pase a disponibilidad de más de 20.000 empleados públicos, bajo la justificación de que se trataba de "ñoquis". También inició gestiones para la recuperación del tren Neuquén-Cipolletti y la posibilidad de que llegue a Roca, gestiones continuadas por su hijo Martín Soria, también electo intendente de General Roca.
Como gobernador de Río Negro, Carlos Soria llevó a cabo la construcción de rotondas de acceso a San Antonio Oeste. junto a un sistema de rutas y accesos a la ciudad.

## Asesinato
Susana Freydoz, su esposa, lo asesinó en la madrugada del 1 de enero de 2012 durante los festejos por Año Nuevo luego de lo que se cree fue una discusión. El día 20 de noviembre de dicho año, Freydoz fue sentenciada a 18 años de cárcel.
De acuerdo a lo establecido por la constitución de la provincia de Río Negro en su artículo 180 inciso 2, "en caso de fallecimiento, destitución, renuncia o inhabilidad definitiva del gobernador, antes o después de su asunción, lo reemplaza el vicegobernador hasta el término del mandato". Por lo tanto, el vicegobernador Alberto Weretilneck asumió el cargo el 3 de enero de 2012 y gobernó hasta el 10 de diciembre de 2019, ya que sería reelecto en 2015.  
En su honor, fueron nombrados un estadio de hockey y un barrio en General Roca. En 2012 los concejales de diferentes partidos aprobaron la ordenanza por la cual se instituye el nombre de Carlos Ernesto Soria al edificio donde se encuentra emplazado el Concejo Deliberante.

## Reconocimientos
En su honor existe el barrio Carlos Soria en General Roca.